# مارتین جی
مارتین جی (متولد ۱۹۴۴) استاد تاریخ دانشگاه کالیفرنیا در برکلی است. پژوهش‌های او عمدتاً در حوزه تاریخ فکری و مرتبط ساختن تاریخ با سایر فعالیت‌های دانشگاهی و فکری‌ست. او همچنین از شارحان برجسته مکتب فرانکفورت است.

## آثار
- تاریخچه‌ی مکتب فرانکفورت، مارتین جی، چنگیز پهلوان (مترجم)، تهران: کویر، ۱۳۷۲
- مکتب فرانکفورت و جامعه‌شناسی معرفت، تئودور آدورنو، مارتین جی، جیمز اشمیت، جواد گنجی (مترجم)، تهران: گام نو، ۱۳۸۷